# Châtillon-sur-Oise
Châtillon-sur-Oise é uma comuna francesa na região administrativa de Altos da França, no departamento de Aisne. Estende-se por uma área de 2,62 km². Em 2010 a comuna tinha 126 habitantes (densidade: 48,1 hab./km²).